# Продан, Василий
Васи́лий Про́дан (29 января 1809 — 16 декабря 1882) — деятель русского движения на Буковине, поэт, православный священнослужитель.
Родился в селе Суховерхово на Буковине (Австрийская империя, ныне Украина). Был священником кафедрального собора в Черновцах. В 1869—1878 годах возглавлял первую украинскую общественно-культурную организацию на Буковине — «Рускую Беседу». В 1870—1885 годах глава Руского Совета (Руской рады). Публиковал статьи на религиозную тематику в журнале «Буковинская Зоря» (1870—1871), издал поэтический сборник «Стихи». Писал на язычии.